# Jonatan Söderström
Jonatan Söderström, conosciuto anche come Cactus (9 ottobre 1985), è un autore di videogiochi svedese noto per i suoi giochi insoliti e innovativi.
È noto al grande pubblico come co-designer e programmatore di Hotline Miami (2012) e Hotline Miami 2: Wrong Number (2015), ma prima di quei giochi aveva sviluppato oltre 40 piccoli giochi freeware, molti dei quali sono stati recensiti e lodati anche nella stampa di videogiochi mainstream. Il suo gioco Clean Asia! è stato nominato sia per Excellence in Visual Arts (eccellenza nelle arti visive) e per Excellence in Audio (eccellenza nell'audio) all'Independent Games Festival nel 2008. Due anni prima, ha vinto il Nuovo Award, che premia lo sviluppo di giochi non convenzionali, allo stesso festival per il suo puzzle Tuning.
Tutti i giochi di Cactus prima di Hotline Miami sono stati creati con Game Maker ed era uno degli sviluppatori più influenti in quella comunità, insieme ad altri come Derek Yu. Alla Game Developers Conference del 2009, ha tenuto un discorso chiamato "The Four Hour Game Design", nel quale ha descritto i metodi che usa nella produzione dei suoi giochi.
Quando gli è stato chiesto del suo stile di progettazione del gioco in un'intervista, Söderström ha risposto:
Questo spiega ulteriormente la produzione insolitamente elevata di giochi concentrati di Söderström, la maggior parte dei quali sono stati sviluppati nell'arco di due anni.